# Kazakhstan aux Jeux olympiques d'hiver de 1998
 (novembre 2016).
Si vous disposez d'ouvrages ou d'articles de référence ou si vous connaissez des sites web de qualité traitant du thème abordé ici, merci de compléter l'article en donnant les références utiles à sa vérifiabilité et en les liant à la section « Notes et références ».
Kazakhstan aux Jeux olympiques d'hiver de 1998
Le Kazakhstan remporte deux médailles de bronze  . Les athlètes médaillés sont : 
- Vladimir Smirnov remporte la médaille de bronze de l'épreuve Combiné 10km + 15 km de Ski de fond[2]
- Lyudmila Prokasheva remporte la médaille de bronze de l'épreuve 5000m de patinage de vitesse[3]